# Nolan Smith
Nolan Derek Smith (Louisville, Kentucky, 25 de julio de 1998) es un exjugador de baloncesto estadounidense que disputó dos temporadas en la NBA. Con 1,88 metros de estatura, juega en la posición de base. Es hijo del exjugador de la NBA de los años 80, el ya fallecido Derek Smith. Actualmente es entrenador asistente de su universidad, Duke.

## Trayectoria deportiva

### Universidad
Tras haber disputado en 2007 el prestigioso McDonald's All American Game, jugó durante cuatro temporadas con los Blue Devils de la Universidad de Duke, en la que promedió 13,4 puntos, 2,8 asistencias y 2,8 rebotes por partido. No obtuvo verdadera relevancia hasta su tercera temporada. De hecho es el único jugador en la historia de Duke en conseguir más de 1.500 puntos en toda su carrera habiendo logrado menos de 500 en sus dos primeros años.
Esa temporada fue el artífice del paso de su equipo a la Final Four, tras derrotar a Baylor en los cuartos de final, al anotar 29 puntos, cerca de su máxima anotación personal (esa misma temporada había anotado 34 contra UNC) Finalmente acabarían haciéndose con el título de Campeones de la NCAA tras derrotar a Butler en la final. fue elegido en el mejor quinteto de la Final Four, tras promediar 16 puntos y 5 asistencias entre los dos partidos, e incluido en el segundo mejor quinteto de la ACC.
En su última temporada, tras promediar 20,6 puntos, 5,1 asistencias y 4,5 rebotes, fue elegido Jugador del Año de la ACC, además de ser incluido en los mejores quintetos de la conferencia absotuto y defensivo. Fue finalista a los premios Naismith Trophy, Wooden Award, Oscar Robertson Trophy y Bob Cousy Award, siendo elegido además por Associated Press en el primer quinteto All-American. Se convirtió en el primer jugador de la historia de la Atlantic Coast Conference en liderar la conferencia en anotación y asistencias.

#### Estadísticas
| Año     | Equipo | PJ  | PT | MPP  | %TC  | %3P  | %TL  | RPP | APP | ROB | TPP | PPP  |
| ------- | ------ | --- | -- | ---- | ---- | ---- | ---- | --- | --- | --- | --- | ---- |
| 2007-08 | Duke   | 34  | 4  | 14.7 | .467 | .386 | .769 | 1.5 | 1.3 | 0.5 | 0.1 | 5.9  |
| 2008-09 | Duke   | 34  | 6  | 21.6 | .426 | .346 | .849 | 2.2 | 1.7 | 0.9 | 0.1 | 8.4  |
| 2009-10 | Duke   | 38  | 38 | 35.5 | .441 | .392 | .767 | 2.8 | 3.0 | 1.2 | 0.2 | 17.4 |
| 2010–11 | Duke   | 37  | 37 | 34.0 | .458 | .350 | .813 | 4.5 | 5.1 | 1.2 | 0.1 | 20.6 |
| Total   |        | 143 | 85 | 26.8 | .447 | .368 | .800 | 2.7 | 2.8 | 0.8 | 0.1 | 13.3 |

### Profesional
Fue elegido en la vigésimo primera posición del Draft de la NBA de 2011 por Portland Trail Blazers.

## Estadísticas de su carrera en la NBA

### Temporada regular
| Año     | Equipo   | PJ | PT | MPP  | %TC  | %3P  | %TL  | RPP | APP | ROB | TPP | PPP |
| ------- | -------- | -- | -- | ---- | ---- | ---- | ---- | --- | --- | --- | --- | --- |
| 2011-12 | Portland | 44 | 4  | 12.3 | .372 | .289 | .714 | 1.3 | 1.4 | .4  | .1  | 3.8 |
| 2012-13 | Portland | 40 | 0  | 7.2  | .368 | .214 | .714 | .7  | .9  | .2  | .0  | 2.8 |
| Total   |          | 84 | 4  | 9.9  | .371 | .260 | .714 | 1.0 | 1.2 | .3  | .0  | 3.3 |